# Universidad del noroeste (Catar)
La Universidad del noroeste es el primer campus de la Universidad del Noroeste (Chicago) fuera de los Estados Unidos.  Fundado en asociación con la Fundación de Catar en 2008, NU-Q se encuentra en Ciudad de la Educación, en Doha, capital del país asiático de Catar. NU-Q ofrece una educación de artes liberales y medios de comunicación con títulos universitarios otorgados en la comunicación y el periodismo. NU-Q graduó su primera clase en la primavera de 2012.